# Caso Nene

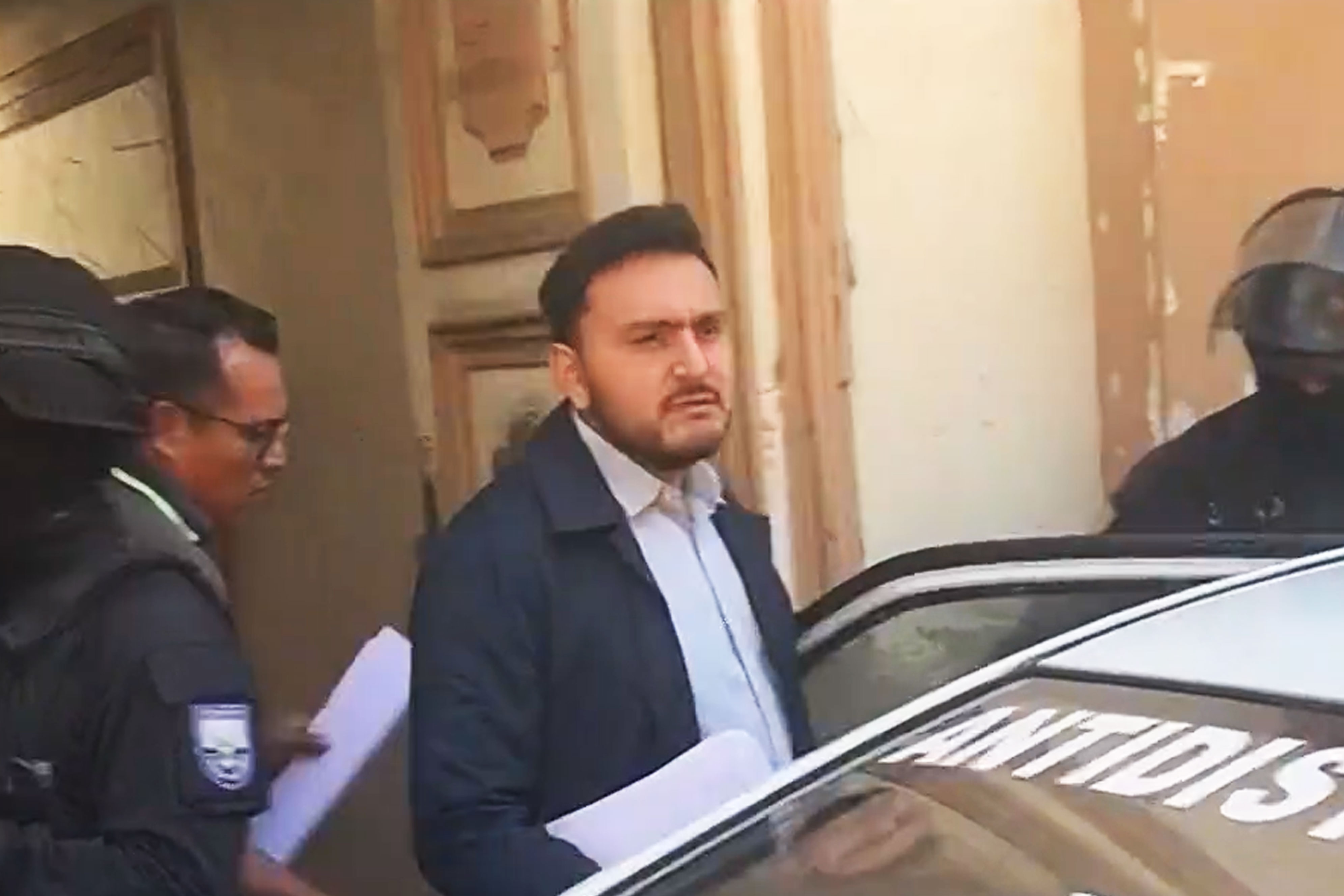
Barreiro Abad

Caso Nene refere-se a operação policial e a investigação criminal realizadas pela Fiscalía General del Estado do Equador no âmbito do suposto tráfico de influência na Vice-Presidência da República. O caso que envolve Francisco Sebastián Barreiro Abad, filho da Vice-Presidente Verónica Abad, e a sua alegada participação em atividades ilícitas dentro da Vice-Presidência, constitui um acontecimento que se insere numa série de funções e responsabilidades que Barreiro tem desempenhado ao longo dos anos.

## Antecedente
Francisco Sebastián Barreiro Abad, com formação em direito e ciências políticas e sociais obtida na Universidade de Cuenca, consolidou uma carreira profissional que o levou a ocupar vários cargos importantes na esfera pública. O período a partir de 2020 revela a sua participação como profissional independente no Centro de Arbitragem e Mediação, bem como a sua ocupação como Diretor Nacional dos Serviços de Mediação entre dezembro de 2023 e janeiro de 2024.
Barreiro é o primeiro dos três filhos de Verónica Abad. Também ocupou cargos de autoridade no campo policial, como demonstra sua experiência anterior como intendente de polícia de Azuay, bem como sua atuação como comissário nacional de polícia nos cantões de Pucará e Cuenca.

## Acusações
O caso Nene envolve uma denúncia de corrupção por um funcionário que teria trabalhado na área de Comunicação da Vice-Presidência contra Francisco Barreiro e um assessor da vice-presidente do Equador, Daniel R., que supostamente exigiam um percentual mensal do salário do denunciante em troca da permanência no cargo. Alega-se que em janeiro, em um hotel em Quito, foi acordado que o denunciante entregaria $ 2.000 dólares de seu salário mensal de $ 3.200 dólares, sendo que $ 1.700 dólares seriam destinados pessoalmente a Barreiro, e assinaria uma nota promissória de $ 30.600 dólares. Depois de não ter efetuado o primeiro pagamento acordado, a entrega de $ 3.400 dólares a Barreiro foi coordenada em fevereiro de 2024. Além disso, é mencionada a suposta participação de Carolina M., nora da vice-presidente Verónica Abad, na gestão das comunicações do Ministério. Em 15 de março de 2024, o denunciante teria solicitado a nota promissória no escritório de Barreiro em Cuenca, onde Carolina M. estaria supostamente presente e o documento foi ordenado a ser queimado.
A vice-presidente alegou perseguição contra si e a sua família assegurando que o governo tenta pressioná-la a renunciar - pois ela assumirá a presidência da República quando Daniel Noboa solicitar licença para fazer campanha à reeleição -, o seu filho, por sua vez, sugeriu tratar-se de um caso de natureza politica e prometeu cooperar na investigação.

## Detenção e prisão preventiva
Uma busca e apreensão simultânea na residência e nos espaços de trabalho de Francisco Sebastián Barreiro, conduzida pelas autoridades competentes, e a sua detenção, ocorreram na manhã de 21 de março de 2024.
A transferência de Barreiro Abad para a Procuradoria tornou-se um acontecimento altamente midiático, com a presença da Polícia Nacional e a atenção dos meios de comunicação. Durante cerca de uma hora, Barreiro esteve sob escrutínio enquanto a Promotoria conduzia o seu procedimento. Ao sair das instalações, escoltado por agentes de segurança, Barreiro emitiu um comentário em resposta a uma pergunta de jornalistas afirmando: “Tudo é político”.
Barreiro foi preso na manhã seguinte em Cuenca como resultado das diligências realizadas pela Promotoria relacionadas com este caso. Posteriormente, foi levado a Quito, onde foi realizada uma audiência para apresentação das acusações contra si e foi ordenado que permanecesse em prisão preventiva para evitar sua fuga do país. O filho da vice-presidente deve cumprir com os 90 dias de prisão preventiva no presídio de segurança máxima La Roca, em Guayaquil. Entre as provas que a Promotoria possui estão dois CDs com gravações de áudio de telefonemas, além de fotografias e vídeos.